# 조정현 (1984년)

## 출연작

### 연극
- 완득이 - 헨더슨 역
- 환상의 여인 - 굿닥터 아들 역

### 단편영화
- 청춘 20
- 돌아가는 길
- 수정탕 둘째딸
- 35m
- 물만 부우세요

### 영화
- 2002년 《긴급조치 19호》... 학생 역

### 드라마
- 2009년 KBS2 월화 미니시리즈 《꽃보다 남자》... 구준표 후배 역
- 2009년 SBS 특별기획 드라마 《그대, 웃어요》... 오토바이 폭주족 역

### CF
- 신한은행
- 로또